# Ricinoides leonensis
Ricinoides leonensis är en spindeldjursart som beskrevs av Legg 1978. Ricinoides leonensis ingår i släktet Ricinoides och familjen Ricinoididae. Inga underarter finns listade i Catalogue of Life.